# Alloplasta nigripes
Alloplasta nigripes là một loài tò vò trong họ Ichneumonidae.